# Symfonie nr. 10 (Davies)
Symfonie nr. 10 "Alla ricerca de Borromini" is de tiende en laatste symfonie van Peter Maxwell Davies. Hij voltooide het werk in 2013. 

## Geschiedenis
Tijdens zijn studie bij Goffredo Petrassi in Rome gedurende het seizoen 1957-1958 en de vriendschap met architect Giuseppe Rebecchini maakte Davies kennis met het werk van de Italiaanse architect Francesco Borromini. Davies probeerde destijds muziek en architectuur te combineren. Pas later in zijn muzikale leven wendde Davies zich weer tot Borromini en gebruikte hem als inspiratiebron voor zijn Naxos strijkkwartet nr. 7 en in 2013 voor deze symfonie. De symfonie geeft het leven en de dood weer van de architect met een gelijkenis naar het leven van de componist. De architect pleegde zelfmoord, de componist was in behandeling tegen leukemie, de ziekte die hem in 2016 fataal werd. Ten tijde van het componeren vierde de componist zijn “levendigheid”
Tijdens die ziekte kon Davies werken aan een gezamenlijke opdracht van het London Symphony Orchestra en bijbehoren koor, het Orchestra dell'Accademia Nazionale di Santa Cecilia en het Tsjaikovski Symfonieorkest (voormalige Radiosymfonieorkest van Moskou). De première was dan ook een gemengde gebeurtenis. Op 2 februari 2014 leidde Antonio Pappano (chefdirigent van het Italiaanse orkest) het London Symphony Orchestra, bijbehoren koor en bariton Markus Butter in het Barbican Centre. Daarvan werd een opname gemaakt voor het eigen platenlabel van het LSO.

## Muziek
De voor Davies opmerkelijk toegankelijke maar broeierige symfonie kent de klassieke vierdelige opzet:
- Adadio (circa 15 minuten, instrumentaal)
- Allegro (circa 7 minuten, met zang)
- Presto (circa 5 minuten, instrumentaal)
- Adagio (circa 14 minuten, met zang).

In deel 1 wordt de basis van de symfonie gelegd, in deel 2 zijn de teksten van een anonieme zeventiende-eeuwse aanval op Borromino en teksten van Borromini zelf (Opus Architectonicum) te horen welke pas in 2012 werd ontdekt (Al Borromini, sonetto). Deel 3 is weer instrumentaal, waarop in deel 4 het gedicht A se stesso van Giacomo Leopardi te horen is. De symfonie eindigt het grote symfonieorkest ten spijt a capella.
Davies schreef een groot symfonieorkest voor bij zijn orkestratie:
- baritonsolo
- gemengd koor (SATB)
- 3 dwarsfluiten, 1 altfluit, 3 hobo’s, 3 klarinetten,  1 basklarinet, 1 contrabasclarinet, 3 fagotten (III ook contrafagot), 1 contrafagot
- 4 hoorns, 4 trompetten, 2 trombones, 1 bastrombone, 1  tuba
- pauken, 6 man/vrouw percussie (van glockenspiel tot buisklokken)
- violen, altviolen, celli, contrabassen